# Michael Board
Michael Board (né le 10 octobre 1970 en Angleterre) est le détenteur du record Anglais de plongée en apnée dans les disciplines de l'immersion libre (FIM) et poids constant avec palmes (CWF).

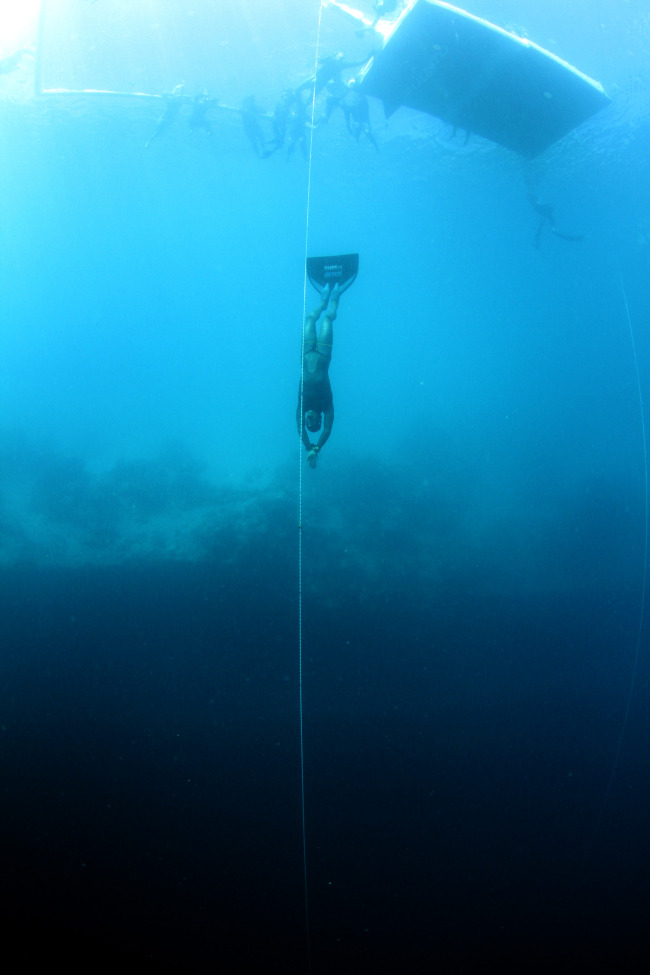
Michael Board en plongée avec monofin

## Son Palmarès
- 68 m Immersion Libre, 8 mai 2010, British Blue Hole Competition à Dahab, Égypte
- 72 m Immersion Libre, 3 May 2011, Freedive International Mini-comp à Dahab, Égypte
- 77 m, Immersion Libre, 13 septembre 2011, Coupe Méditerranéenne à Kalamata, Grèce
- 83 m, Immersion Libre, 24 septembre 2011, Championnats du monde à Kalamata, Grèce
- 92 m, Poids constant avec Palmes, 22 novembre 2012, Vertical Blue, Long Island, Bahamas
- 94 m, Poids constant avec Palmes, 26 novembre 2012, Vertical Blue, Long Island, Bahamas
- 96 m, Poids constant avec Palmes, 28 novembre 2012, Vertical Blue, Long Island, Bahamas
- 91 m, Immersion Libre, 11 novembre 2013, Vertical Blue, Long Island, Bahamas
- 100 m, Poids constant avec Palmes, 13 novembre 2013, Vertical Blue, Long Island, Bahamas
- 96 m, Immersion Libre, 15 novembre 2013, Vertical Blue, Long Island, Bahamas
- 102 m, Poids constant avec Palmes, 17 novembre 2013, Vertical Blue, Long Island, Bahamas
- 103 m, Poids constant avec Palmes[3], décembre 2014, Vertical Blue, Long Island, Bahamas

## À voir aussi
Son site internet freedivegili.com. Michael vit sur l'île de Gili Trawangan en Indonésie où il enseigne la plongée en apnée.
Un court métrage a été réalisé en 2012 sur sa vie en Indonésie 